# Bana Sevmeyi Anlat
Bana Sevmeyi Anlat (auf Deutsch: Erzähle mir die Liebe; internationaler Titel: Wings of Love) ist eine türkische, 22-teilige Dramaserie von FOX Türkiye aus dem Jahre 2016.

## Handlung
Die Serie handelt von einer Frau namens Leyla (Seda Bakan), die geschieden ist und zurück zum Elternhaus nach Deutschland gezogen ist. Hier erwartet Leyla, zusammen mit ihrem Baby, sehr viel Lebenskampf mit ihrer Familie und ihrem Umfeld. Rund 3000 Kilometer entfernt, in Istanbul am Bosporus, betreibt Alper (Kadir Doğulu) ein Luxusrestaurant und lebt in Zufriedenheit mit seiner Familie und Freunden. Als seine Frau und sein Bruder bei einem Autounfall ums Leben kommen, wird Alper mit seiner Tochter unglücklich und einsam. Infolgedessen geht sogar sein Luxusrestaurant insolvent. Inzwischen ist der Haşmet (Mustafa Üstündağ) – der unbekannterweise einen bösen Hintergrund hat – bei einer Geschäftsreise in Deutschland und verliebt sich schon bei seinem ersten Kennenlernen in Leyla. Eines Tages begegnet Leyla allerdings, während der Flucht von ihrer Hochzeit in Istanbul, mit Alper und es beginnt eine neue, aber schwierige Liebe zwischen den beiden.

## Internationale Ausstrahlung
- Rumänien, Erstausstrahlung am 19. September 2017 bei Pro 2 unter dem Titel O singură privire
- Vietnam, Erstausstrahlung am 20. Oktober 2017 bei VTV1 unter dem Titel Đôi cánh tình yêu
- Philippinen, Erstausstrahlung am 2. Juli 2018 bei GMA Network unter dem englischen Titel Wings of Love, was gleichzeitig die erste türkische Serie war, die auf den Philippinen ausgestrahlt wurde[2]
- Brasilien, Erstausstrahlung am 3. Juli 2018 bei Rede Bandeirantes unter dem Titel Asas do Amor, die auf Portugiesisch synchronisiert wurde

## Trivia
Die erste Folge dieser Fernsehserie wurde in Freiburg im Breisgau gedreht, zwischen dem 12. und 15. Juli 2016. Die Wahl fiel auf Freiburg, weil sich die Regisseurin Mesude Erarslan in das Schwabentor dieser Stadt verliebte.